# 1868年美國總統選舉
1868年美國總統選舉（1868 United States presidential election）是美國第21屆總統選舉，也是南北戰爭結束後的第一次總統選舉。
在上一次選舉中，民主黨的安德魯·詹森與共和黨總統亞伯拉罕·林肯結盟成立國家聯盟黨以在內戰期間獲得兩黨統一支持。1865年林肯遇刺後詹森繼任總統，很快與國會中的共和黨員就重建政策產生衝突。最終共和黨提名陸軍總指揮官尤利西斯·格蘭特為候選人，民主黨則提名前紐約州州長霍拉肖·西摩。儘管普選票差距不大，格蘭特共在26個州拿下勝利（包含所有中西部州分），以214張選舉人票贏得選舉。